# منتخب العراق لكرة الريشة
منتخب العراق لكرة الريشة (بالإنجليزية: Iraq national badminton team)‏ وهو فريق يمثل العراق في مسابقات فرق الريشة الطائرة الدولية. يدير الفريق الاتحاد العراقي للريشة الطائرة، وهو بمثابة الهيئةالموؤسسة للريشة الطائرة العراقية.
ظهر الفريق لأول مرة في بطولة آسيا للريشة الطائرة للناشئين 2009 في حدث الفرق المختلطة. إضافة إلى تنافس دولة العراق في رياضة الريشة الطائرة لذوي الاحتياجات الخاصة. كما تنافس المنتخب الوطني في دورة الألعاب العربية، وفاز بميداليتين برونزيتين بشكل متتابع.

## لمحة تاريخية
قدمت رياضة الريشة الطائرة إلى العراق لأول مرة في الخمسينيات من قبل الجنود البريطانيين. إذ أصبح الاتحاد العراقي للريشة الطائرة والمنتخب الوطني من المنتسبين إلى اللجنة الأولمبية الوطنية العراقية في عام 1987.

### فريق الرجال
تنافس المنتخب العراقي للرجال في دورة الألعاب العربية لعام 2007. وخسر الفريق جميع مبارياته في بطولة الدوري وختم مشواره بالمرتبة السابعة.

### فريق السيدات
تنافس المنتخب العراقي للسيدات لأول مرة في دورة الألعاب العربية لعام 2007 جنبًا إلى جنب مع منتخب الرجال. فاز الفريق على منتخب الجزائر لكنه خسر 0-3 أمام منتخبات مصر والسودان والأردن وسوريا. واحتل الفريق المرتبة الخامسة في الترتيب العام.

## السجل التنافسي

### دورة الألعاب العربية
كرة الريشة في دورة الألعاب العربية

#### السجل التنافسي لفريق الرجال
| العام | النتيجة        |
| ----- | -------------- |
| 1999  | مرحلة المجموعة |
| 2004  | مرحلة المجموعة |
| 2007  | السابعة        |

|

#### السجل التنافسي لفريق السيدات
| العام | النتيجة        |
| ----- | -------------- |
| 1999  | مرحلة المجموعة |
| 2004  | مرحلة المجموعة |
| 2007  | الخامس         |

|}

## السجل التنافسي للفرق الناشئة

### بطولة اسيا للفرق الصغيرة

#### فرق مختلطة
| السنة | النتيجة        |
| ----- | -------------- |
| 2009  | مرحلة المجموعة |

|}

## اللاعبون
التشكيلة الحالية
معتمدة من 2 يناير 2024

### فريق الرجال
| اسم اللاعب           | تاريخ الميلاد/العمر | تصنيف اللاعب      | تصنيف اللاعب      | تصنيف اللاعب     |
| اسم اللاعب           | تاريخ الميلاد/العمر | تصنيف فردي للرجال | تصنيف زوجي للرجال | تصنيف زوجي مختلط |
| -------------------- | ------------------- | ----------------- | ----------------- | ---------------- |
| يوسف الحميري         | 13 سبتمبر 2003      | 694               | -                 | -                |
| علي موفق هادي القزاز | 27 أكتوبر 1998      | 1561              | 717               | -                |
| يوسف خضر             | 24 مارس 2004        | 1561              | 717               | -                |
| منتظر نبيل           | 11 سبتمبر 2002      | 1561              | 717               | -                |

### فريق السيدات
| اسم اللاعبة      | تاريخ الميلاد/العمر | تصنيف اللاعبة | تصنيف اللاعبة | تصنيف اللاعبة    |
| اسم اللاعبة      | تاريخ الميلاد/العمر | تصنيف فردي    | تصنيف زوجي    | تصنيف زوجي مختلط |
| ---------------- | ------------------- | ------------- | ------------- | ---------------- |
| هاجر حنير        | 14 أكتوبر 2007      | 1035          | 589           | -                |
| مريم حنير        | 6 ديسمبر 2003       | 1035          | 589           | -                |
| إيمان عبد الرزاق | 19 يوليو 2008       | -             | -             | -                |
| لبنى شاكر        | 3 ديسمبر 1987       | 835           | -             | -                |

#### دورة الألعاب العربية
- فريق الرجال: 2007
- فريق السيدات: 2007